# Inschrift Ancoz 7

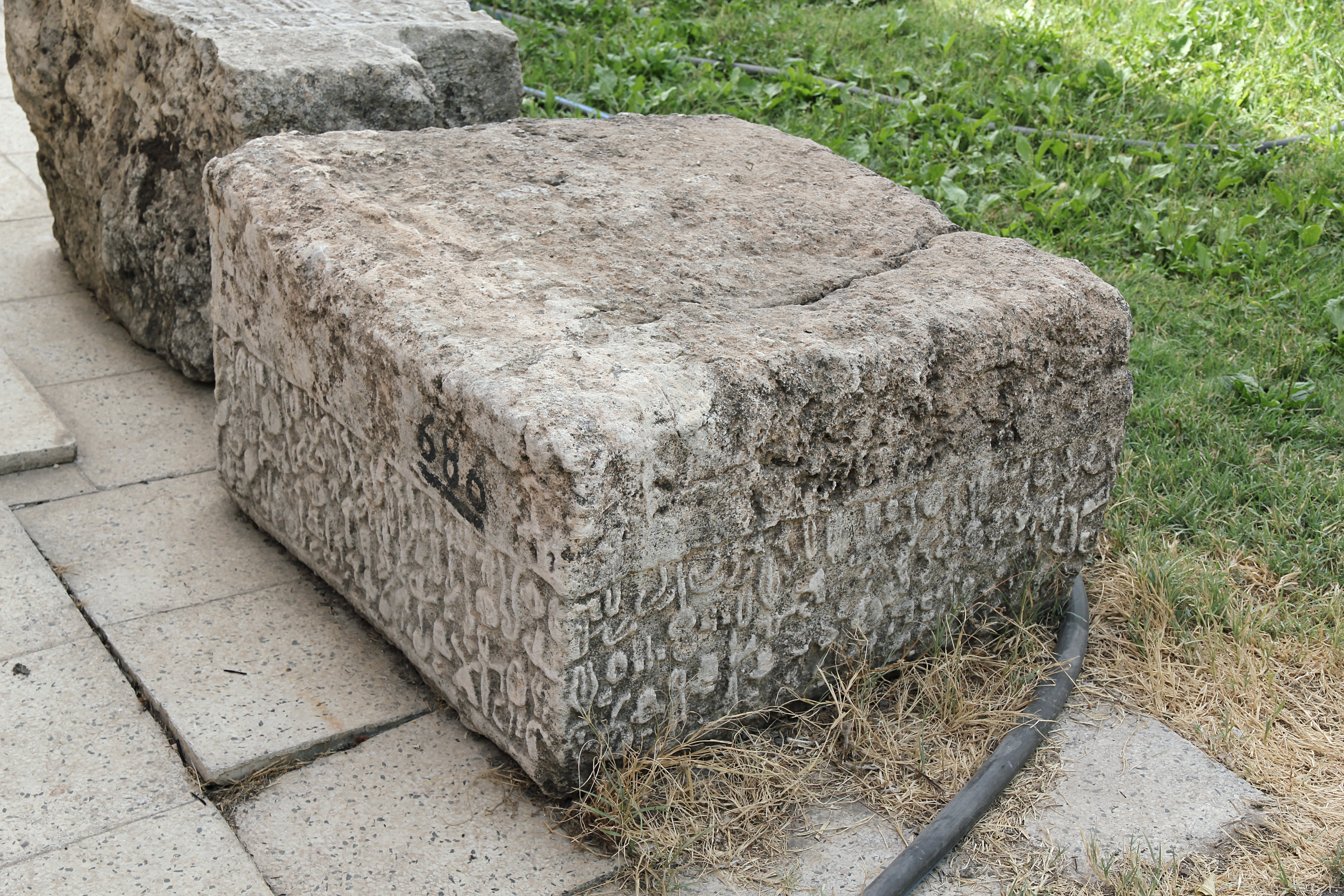
Ancoz 7 im Museumsgarten

Als Ancoz 7 wird eine Inschrift in luwischen Hieroglyphen aus dem 9./8. Jahrhundert v. Chr. von dem kommagenischen Siedlungshügel Ancoz bezeichnet, die im Archäologischen Museum Adıyaman ausgestellt ist.

## Herkunft
Der Inschriftenstein wurde 1979 von dem türkischen Hethitologen Sedat Alp im Zuge seiner Ausgrabungen auf dem Hügel von Ancoz gefunden. Der Hügel liegt nahe dem heutigen Dorf Eskitaş im Landkreis Kâhta der türkischen Provinz Adıyaman, er ist heute vom Atatürk-Stausee überflutet. Er war ab der neohethitischen Zeit (1200–700 v. Chr.) in Benutzung und gehörte zum eisenzeitlichen Königreich Kummuḫ, das etwa dem späteren Kommagene entspricht. Die Inschrift befindet sich im Außenbereich des Archäologischen Museums der Provinzhauptstadt Adıyaman und hat dort die Inventarnummer 686. Die erste Veröffentlichung erfolgte 2000 durch John David Hawkins in seinem Corpus of Hieroglyphic Luwian Inscriptions, wo sie die Bezeichnung Ancoz 7 erhielt.

## Beschreibung
Der quadratische Steinblock hat Seitenlängen von 0,75 Meter und eine erhaltene Höhe von 0,40 Meter. Er wird von einer einzeiligen, linksläufigen Inschrift in luwischen Hieroglyphen vollständig umlaufen. An spärlichen Resten ist erkennbar, dass er ursprünglich eine zweite, darüberliegende Schriftzeile trug. Da nahezu alle gefundenen Inschriften aus Ancoz (Ancoz 1, 5, 8, 9, 10) zweizeilig waren, wird davon ausgegangen, dass auch hier keine weiteren vorhanden waren. Da der Text links auf Seite D endet, vermutet Hawkins, dass er darüber begann, nach rechts über die Seiten D-C-B-A verlief, um dann nach links gewendet weiterzulaufen. Die größtenteils gut erhaltene Inschrift ist im Relief ausgeführt, die Zeilenhöhe beträgt 20 Zentimeter. Der untere Teil des Steins ist unbeschriftet.
Im Text bezeichnet sich der Verfasser als Suppiluliuma, erwähnt wird ebenfalls dessen Sohn Hattusili, wodurch das Schriftstück auf die Regierungszeit von Suppiluliuma am Ende des 9. und Anfang des 8. Jahrhunderts v. Chr. datiert werden kann. Weiter ist die Rede von Gaben „dieser Städte“ an den Hirschgott, die Göttin ATA Kubaba (Ala), den Sonnengott, sowie die Götter Ikura und Tasku. In der üblichen abschließenden Fluchformel wird demjenigen, der den Anweisungen nicht folgt, diese Tafel entfernt oder die Namen des Suppiluliuma oder Hattusilis zerstört, die Verfolgung durch die genannten Götter angedroht.

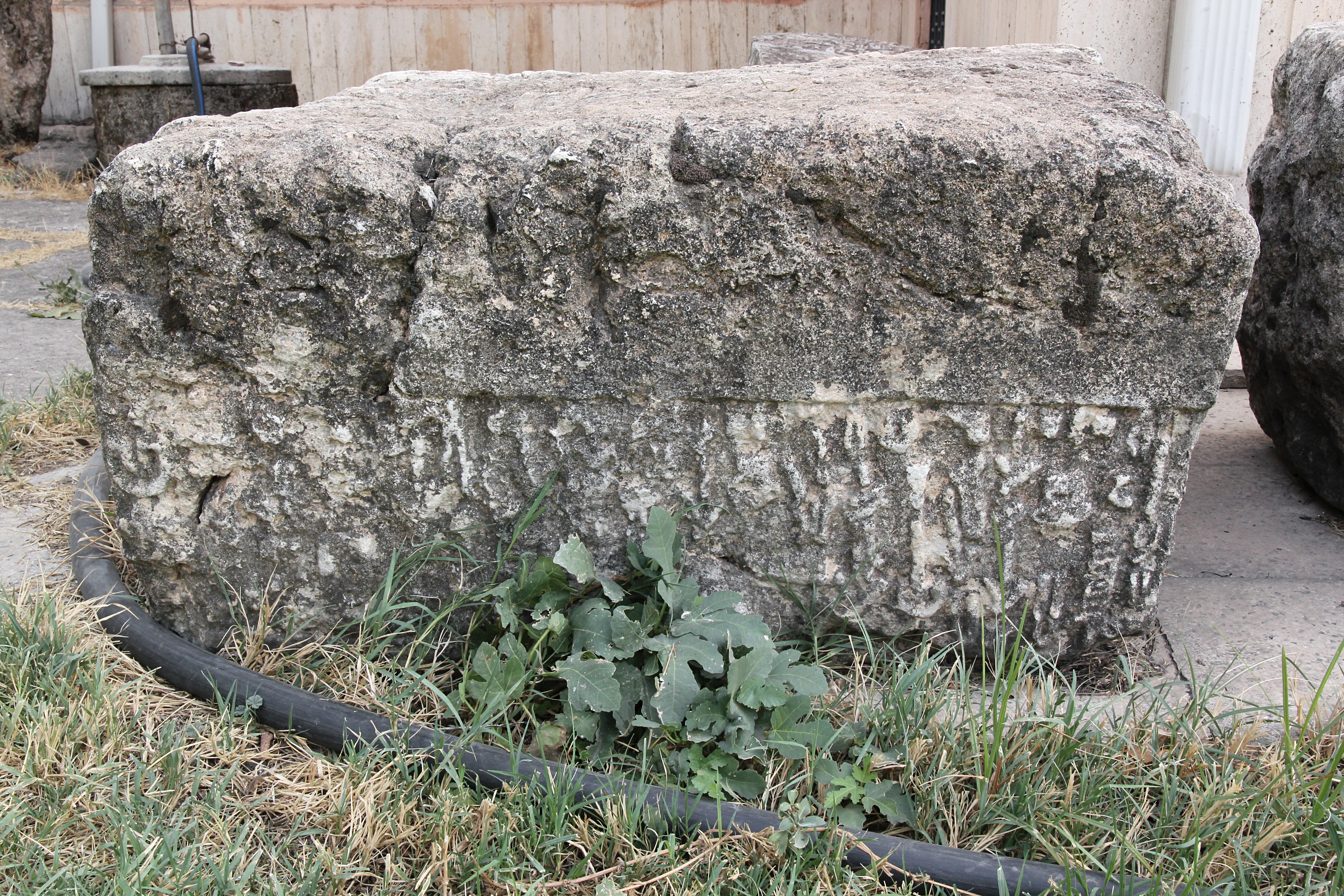
Seite A (alle auf dem Kopf stehend)
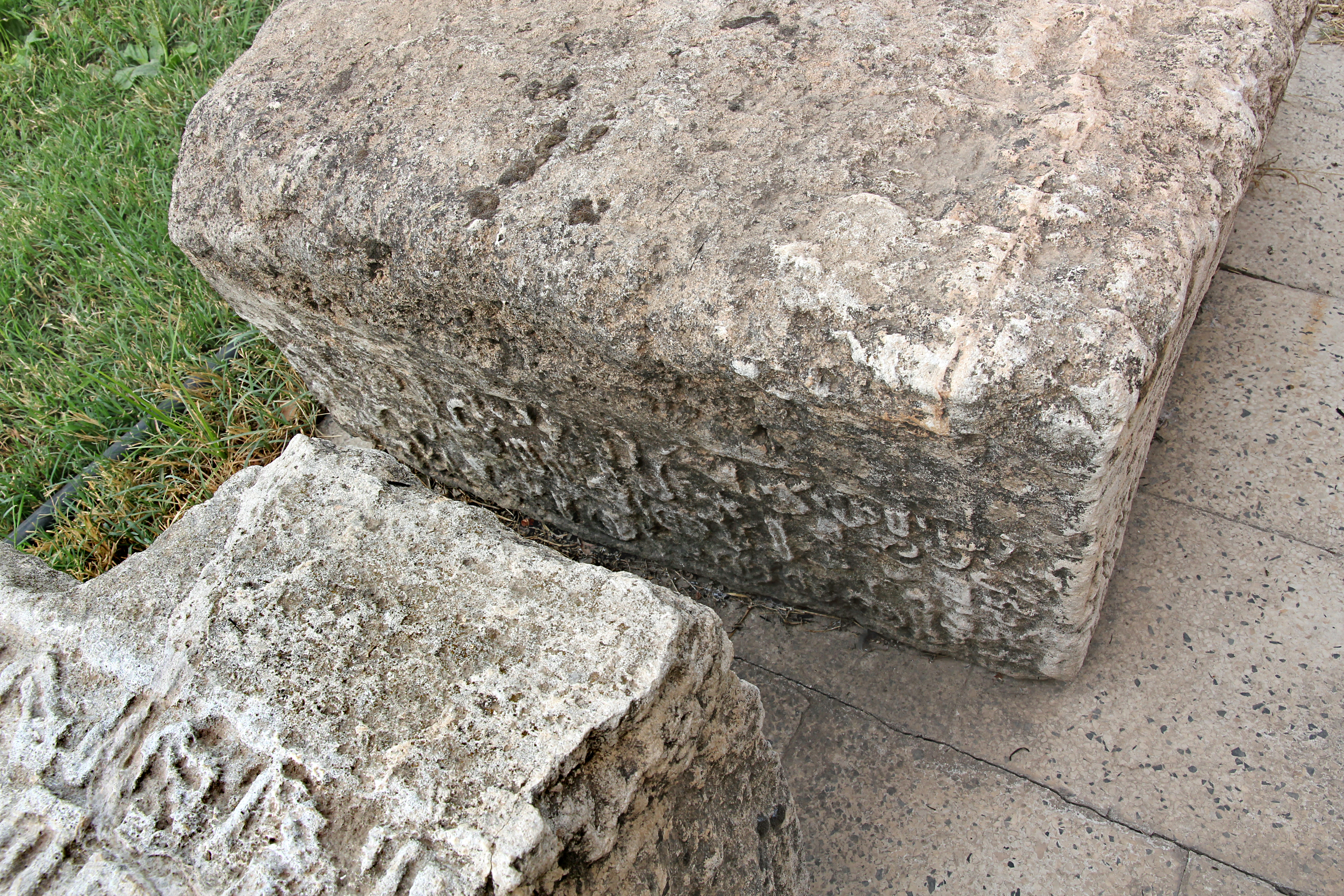
Seite B
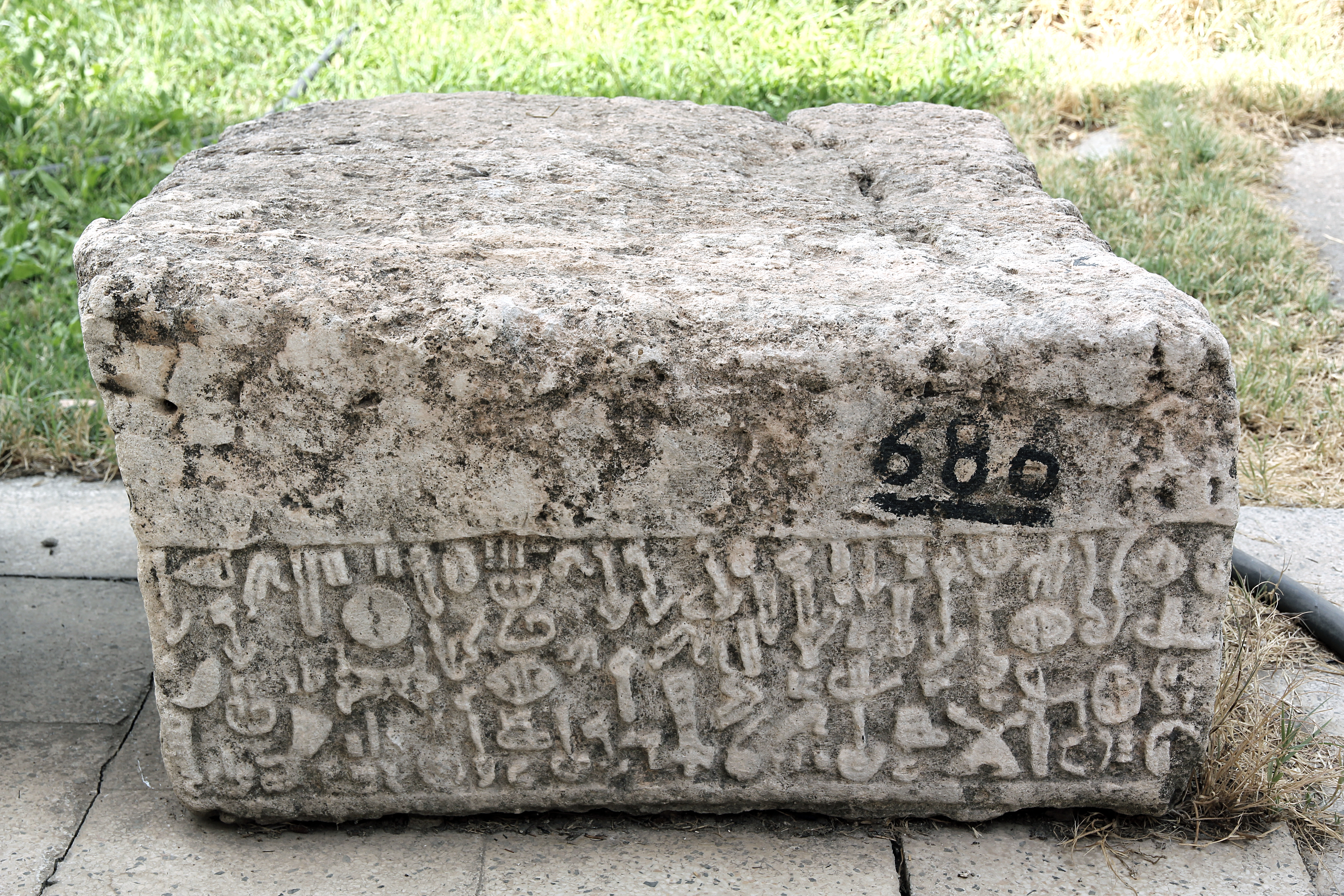
Seite C
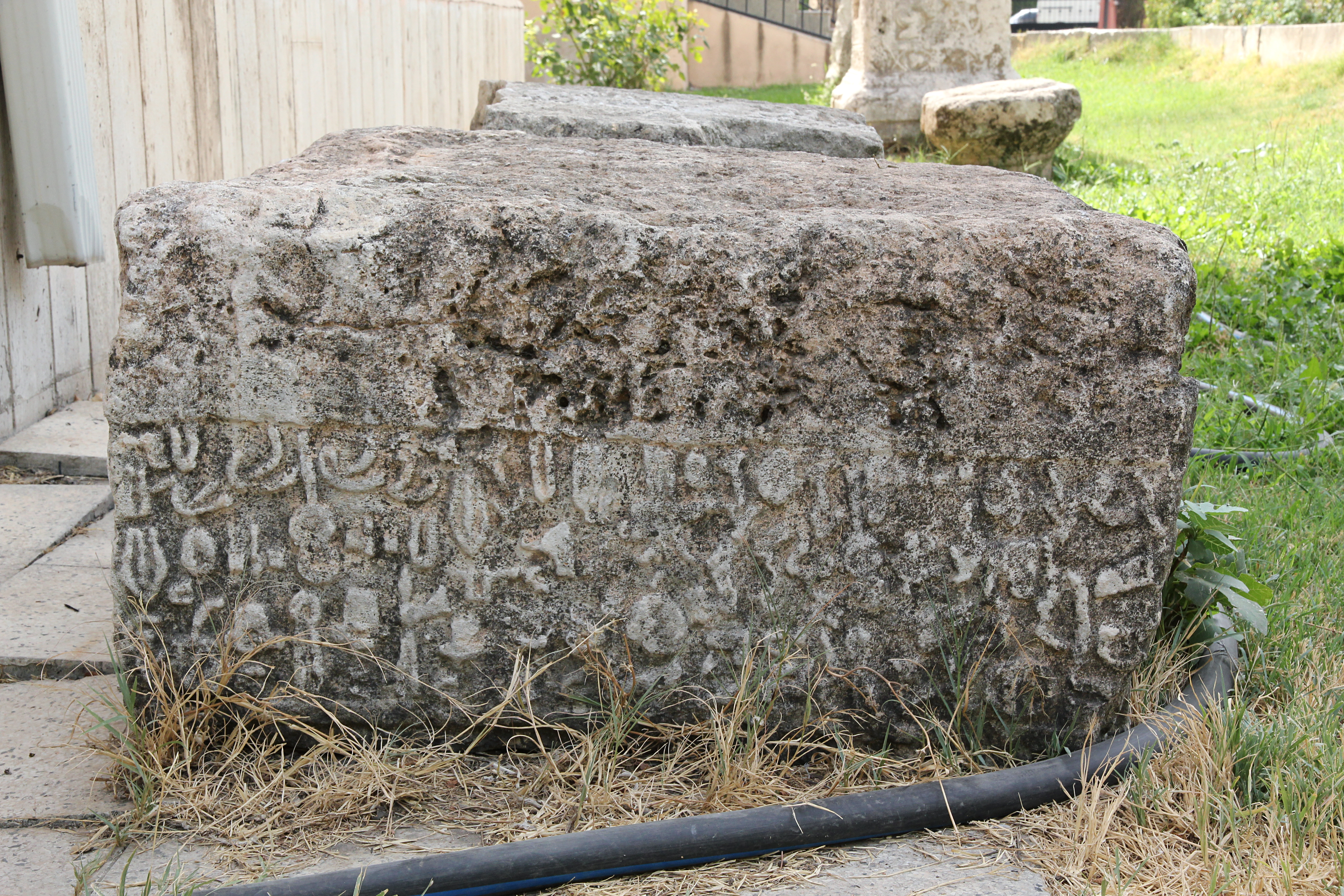
Seite D